# Saint-Vallier (Saône-et-Loire)
Saint-Vallier ist eine französische Gemeinde mit 8508 Einwohnern (Stand: 1. Januar 2022) im Département Saône-et-Loire in der Region Bourgogne-Franche-Comté. Die Gemeinde gehört zum Arrondissement Autun und zum Kanton Saint-Vallier.

## Geographie
Saint-Vallier liegt am Fluss Bourbince und wird umgeben von den Nachbargemeinden Montceau-les-Mines im Norden, Blanzy im Nordosten, Gourdon und Saint-Romain-sous-Gourdon im Osten, Pouilloux im Süden, Ciry-le-Noble im Südwesten und Sanvignes-les-Mines im Westen.

## Geschichte
Der römische General Valerius soll durch diese Gegend gezogen sein. Mit seiner Bekehrung zum Christentum und der Heiligsprechung wurde der Name zu seinen Ehren Saint-Vallier benannt.

## Sehenswürdigkeiten
- Château du Martret aus dem ausgehenden 18. Jahrhundert
- Industriedenkmal Lavoir des Chavannes, Monument historique seit 2000

## Gemeindepartnerschaften
Partnerschaften bestehen mit
- Rybnik, Schlesien, Polen
- Umbertide, Provinz Perugia (Umbrien), Italien
- Wallerfangen, Saarland, Deutschland

## Persönlichkeiten
- Jean Méreu (* 1944), Trompeter
- Guillaume Warmuz (* 1970), Fußballspieler
- Habib Baldé (* 1985), Fußballspieler
- Marine Petit (* 1992), Kunstturnerin